# 松代泥火山

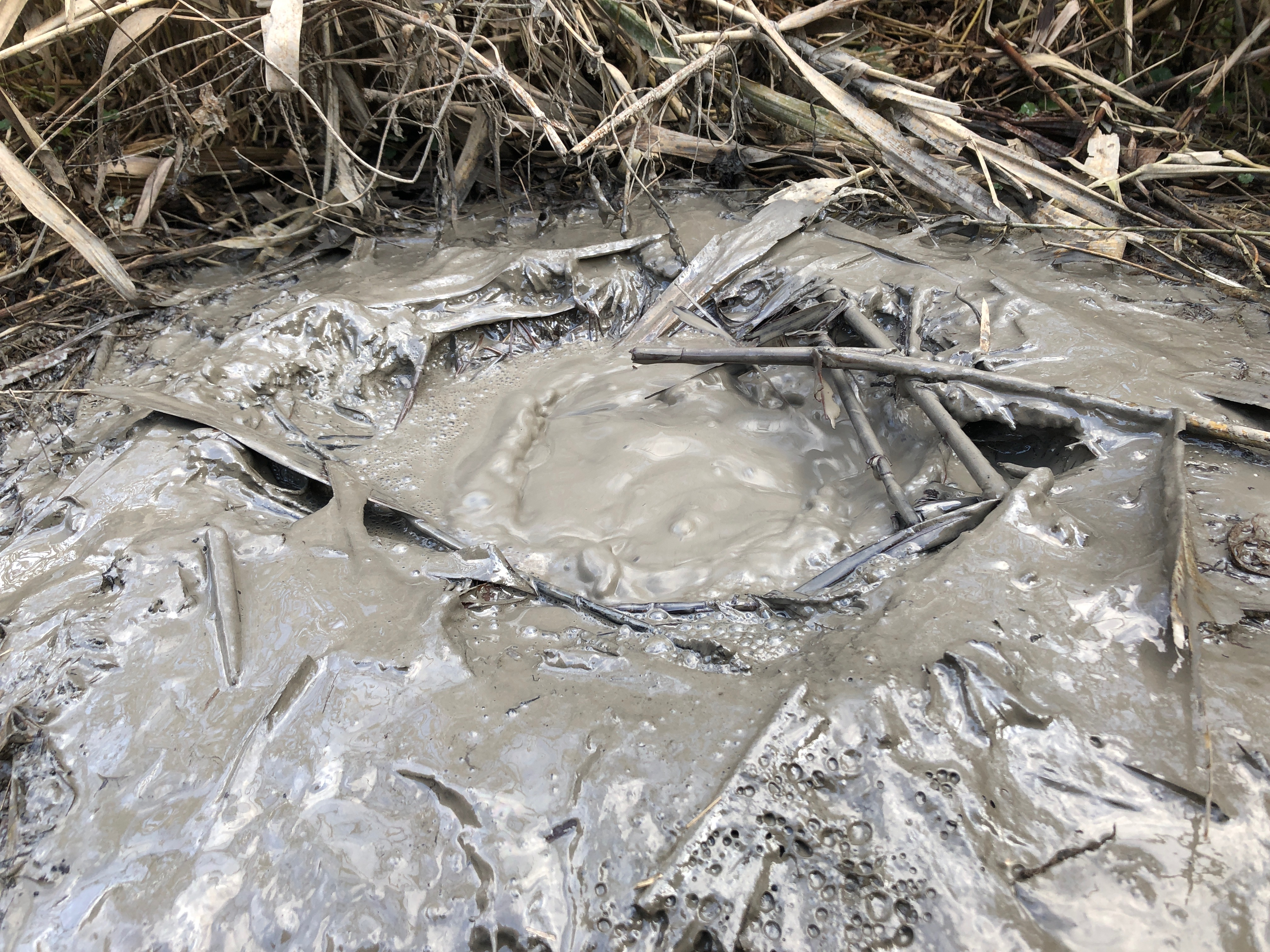
蒲生泥火山

松代泥火山（まつだいでいかざん）は、新潟県十日町市に存在する泥火山群。地表に泥水、メタン、原油などが噴出する泥火山である。旧松代町に3ヶ所点在する。

## 概要
北越急行ほくほく線まつだい駅から西約5kmの地点に複数の泥火山がある。2ヶ所において活動的な噴出が見られる。

## 成因
新潟県東頸城丘陵中央部に位置し、褶曲構造が繰り返し見られる地域である。泥火山付近は儀明背斜と呼ばれる地質構造の翼部であり、須川層が分布する。須川層を構成する泥岩は、風化を受けやすい特徴がある。
褶曲活動による異常間隙水圧が発生し、地下約3500mより地下水が上昇、水溶性メタンガスの脱ガスにより、体積膨張が生じ，地下約400mにマッドチャンバー(泥溜り)を形成。ガス圧の上昇に伴う水圧破砕によって上昇を続け、最終的に地表に噴出したことで泥火山を形成したと考えられている。
火山活動に伴い形成された地形ではない。

## 詳細
蒲生泥火山(がもうでいかざん)
蒲生集落より南東に約500m離れた、水田に隣接する傾斜地にある。
泥とガスの噴出活動を続けている場所は1ヶ所であるが、周囲にはガスを噴出している場所が複数存在。
蒲生集落には泥火山に関連すると推定される直径200mのすり鉢状地形が見られる。25,000 - 38,000年前の大規模な噴出により形成されたと考えられている。
泥火山のほぼ直下180mを北越急行ほくほく線の鍋立山トンネルが貫通しており、トンネル工事の際にはガスの噴出や膨張性地山と呼ばれる脆弱な地質により難工事となった。
松泉寺泥火山(しょうせんじでいかざん)
蒲生集落内の松泉寺脇で痕跡が見つかった非活動的な泥火山である。
国道253号の付け替え工事中に法面で発見された。道路工事が終了した現在では草木に覆われて痕跡を視認することは困難である。
地下で蒲生泥火山と繋がっていることが示唆されている。
室野泥火山(むろのでいかざん)
噴出するメタンガスの起源は有機物が熱分解し生じたもの。
室野集落より300m離れた早稲田大学自動車練習所内に点在する。
蒲生泥火山と同様に泥とガスの噴出活動を続けている。
過去にベーズン構造が存在したと考えられているが、整地されて視認することはできない。
2014年長野県神城断層地震の前後で、噴出するガスの組成が変化したとの報告がある。

## 関連文献
- 田中和広, 浅野慶治, 渡辺征稔, 小松原大, 鈴木浩一「泥火山研究の最前線－陸上泥火山研究における最近8年の進展」『地質学雑誌』第126巻第1号、日本地質学会、2020年、39-51頁、doi:10.5575/geosoc.2018.0035、ISSN 0016-7630、NAID 130007834250。
- 加藤進, 早稲田周, 西田英毅, 岩野裕継「新潟県東頸城地域における泥火山および周辺の原油・ガスの地球化学」『地學雜誌』第118巻第3号、東京地学協会、2009年7月、455-471頁、doi:10.5026/jgeography.118.455、ISSN 0022135X、NAID 10030365674。
- 新谷俊一, 田中和広「新潟県十日町市松代に分布する泥火山の地質」『自然災害科学』第24巻第1号、日本自然災害学会、2005年5月、49-58頁、ISSN 02866021、NAID 110002949771、NDLJP:10751952。